# 2008 à Chypre
Cet article présente les faits marquants de l'année 2008 à Chypre.

## Évènements
- 21 mars : rencontre entre le président de Chypre Dimítris Khristófias et le chef des Chypriotes turcs Mehmet Ali Talat. Lors de l'entrevue il est annoncé l'ouverture d'un point de passage dans la rue Ledra, grande rue commerçante de Nicosie. Ce nouveau « check point » s'ajoute aux cinq autres ouverts depuis 2003 sur plusieurs points de la « ligne verte ».

- Jeudi 1er janvier 2008 : introduction de l'euro en remplacement de la livre chypriote.

- Mardi 17 février 2008 : élection présidentielle, Dimítris Khristófias est le nouveau président de la République.

- Vendredi 12 décembre 2008 : décès de l'ancien président Tássos Papadópoulos (74 ans), qui incarnait l'aile dure du nationalisme chypriote-grec.